# Georges Cravenne
Joseph Cohen, conocido como Georges Cravenne (Cairuán, 24 de enero de 1914 - París, 10 de enero de 2009) fue un agente de prensa, periodista y productor de cine francésm conocido principalmente por ser el impulsor y creador de los Premios César, de los Premios Molière de Teatro, de los 7 d'or de televisión y de la Academia de las Artes y Técnicas del Cine de Francia.

## Biografía
Hermano de Marcel Cravenne, Georges Cravenne comenzó su carrera de periodismo en 1935 como crítico de cine de Cinémagazine dirigido por Marcel Carné, para luego crear y dirigir la sección de cine del diario Paris-Soir. En 1937 participó en la creación de la Prix Louis-Delluc.
En la Segunda Guerra Mundial, logró escapar de la Gestapo durante sus años de Resistencia, participando en la reapertura del Lido y escribiendo para L'Intransigeant.  
Pionero en Francia de las relaciones públicas, abrió su propia agencia en 1948 siendo el representante de prensa de grandes directores y actores como Jean Renoir, Max Ophüls, Henri-Georges Clouzot, Gérard Oury, Brigitte Bardot. así como de grandes films franceses de la década de 50, 60 y 70 Celebró el estreno de películas con grandes recepciones que reunieron a todo París, y se hizo un nombre organizando grandes eventos mediáticos, como la inauguración de la escalera mecánica de Grand Rex en 1957 con Gary Cooper o el concierto en la Ópera de París de Maria Callas once meses después del escándalo de su cancelación de Norma en el Ópera de Roma en enero de 1958. 
En 1956, se casa con la actriz Françoise Arnoul, aunque se separan en 1960. Posteriormente, se casaría con Danielle Bâtisse en 1968. El 18 de octubre de 1973, mientras se ocupa de la promoción del film Les Aventures de Rabbi Jacob que se presentó ese día, su segunda esposa secuestró el vuelo París-Niza el 18 de octubre de 1973 y amenazaba con destruir el Boeing 727 si no se prohibía el largometraje. Consideró que el estreno de la película era un "apoyo intolerable" A Israel en vista de la situación internacional porque se encontraba en medio de la guerra de Yom Kipur. Armada con un rifle de 22 milímetros y una pistola falsa, la joven accedió a que el avión aterrizara en el aeropuerto de Marsella-Provenza para abastecerse antes de partir hacia El Cairo. Allí, durante un intercambio de disparos con el GIPN, recibió impactos en la cabeza y el pecho. Murió a causa de sus heridas en la ambulancia que la evacuaba a una clínica, a la edad de treinta y cinco años. Su entorno especificó más tarde que era psicológicamente frágil.··· Georges Cravenne y sus abogados demandó al Estado francés, pero su causa fue desestimada.
Después de fundar la Academia de Artes y Técnicas Cinematográficas en 1975, de la que fue secretario general durante treinta años, Georges Cravenne buscó organizar un evento similar a los Premios Oscar de Hollywood. La ceremonia llevaría el nombre del escultor que hizo los trofeos: el César del cine, cuya primera edición se celebró en 1976. También colaboró en el nacimiento de la ceremonia de los Premios 7 d'or de televisión y de los Premio Molière de teatro.
En 1980, fue productor de la película Pile ou Face de Robert Enrico, con Philippe Noiret y Michel Serrault y que fue un éxito en la taquilla francesa. De 1968 a 1980, colaboró con Françoise Dumas, que organizaría en las décadas siguientes las grandes recepciones del Estado y de los famosos. 

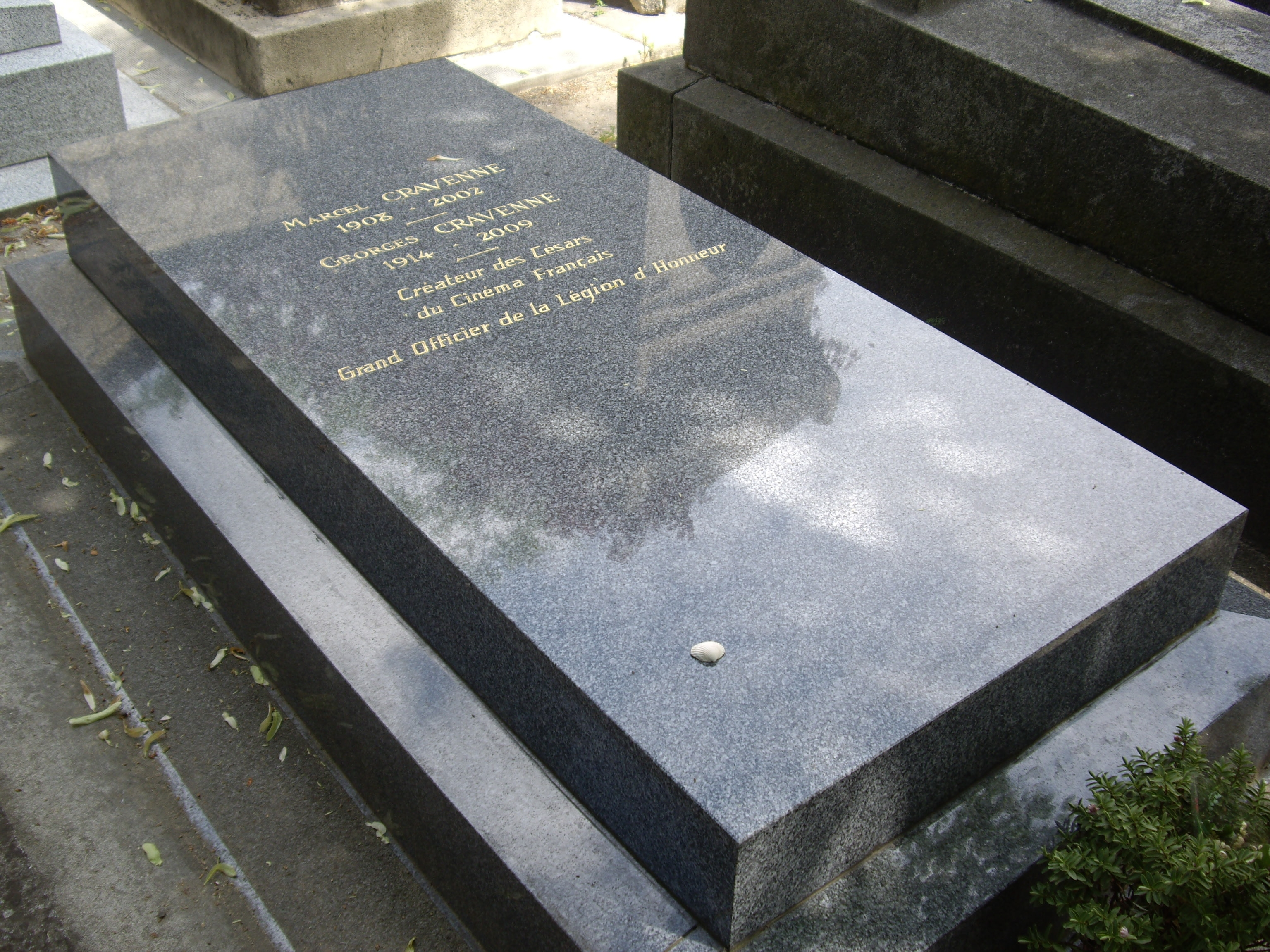
Tumba de Georges Cravenne, cementerio de Montparnasse, división 21.

En 200, recogió el César honorífico en el 2000. Fue nombrado también Gran Caballero de la Legión de Honor en julio de 2008, así como comandante de la Orden de las Artes y las Letras y de la Orden Nacional del Mérito.